# 隗純
隗 純（かい じゅん、? - 42年）は、中国の後漢時代初期の武将・政治家。涼州天水郡成紀県（現在の甘粛省天水市秦安県）の人。父は隴右の群雄の一人の隗囂。兄弟は隗恂だが、兄・弟のいずれに当たるかは不明。

## 事跡
| 姓名           | 隗純                        |
| 時代           | 後漢時代                    |
| 生没年         | 生年不詳 - 42年（建武18年） |
| 字・別号       | 〔不詳〕                    |
| 本貫・出身地等 | 涼州天水郡成紀県            |
| 職官           | 〔不詳〕                    |
| 爵位・号等     | 朔寧王〔蜀〕                |
| 陣営・所属等   | 隗囂→公孫述→光武帝          |
| 家族・一族     | 父:隗囂 兄弟:隗恂（兄?弟?） |

父の隗囂は、当初は光武帝陣営に属していたが、対立の末に蜀（成家）の公孫述に服従して朔寧王に封じられ、光武帝と抗争した。しかし、部下を切り崩され、要地も占領されるなど劣勢に陥り、最後は建武9年（33年）春正月に、冀城（天水郡）にて困窮し死去した。
隗純は父を後継し、やはり天水郡に拠って光武帝への抵抗を続けた。これを支える部下には王元・周宗・行巡・高峻・苟宇・趙恢らが健在で、しかも公孫述の部将である田弇・趙匡の援護もあったため、依然として漢にとって侮れない勢力であった。
これに対して光武帝は、同年秋8月に、中郎将来歙に、征西大将軍馮異・建威大将軍耿弇・虎牙大将軍蓋延・揚武将軍馬成・武威将軍劉尚を率いさせ、天水へと侵攻させた。両軍による戦いは、以後1年余りに渡って継続する。
建武10年（34年）夏、天水郡で趙匡が馮異に敗れ戦死したが、隗純らは、その後の漢軍による冀城への攻撃は何とか凌いだ。同年8月、第一城（安定郡高平県）を守備していた高峻が、力尽きて漢の寇恂に降伏した。そして同年10月、落門聚（天水郡冀県）で隗純は来歙に大敗し、部下共々ついにここで全面降伏した。ただ、王元のみが、蜀の公孫述の下へ逃れている。こうして隴右は漢により平定されたのであった。
後に建武18年（42年）、隗純は賓客と漢を逃亡。胡族と結び、武威郡に至るも捕縛され誅された。